# Weiherspiele Markt Schwaben

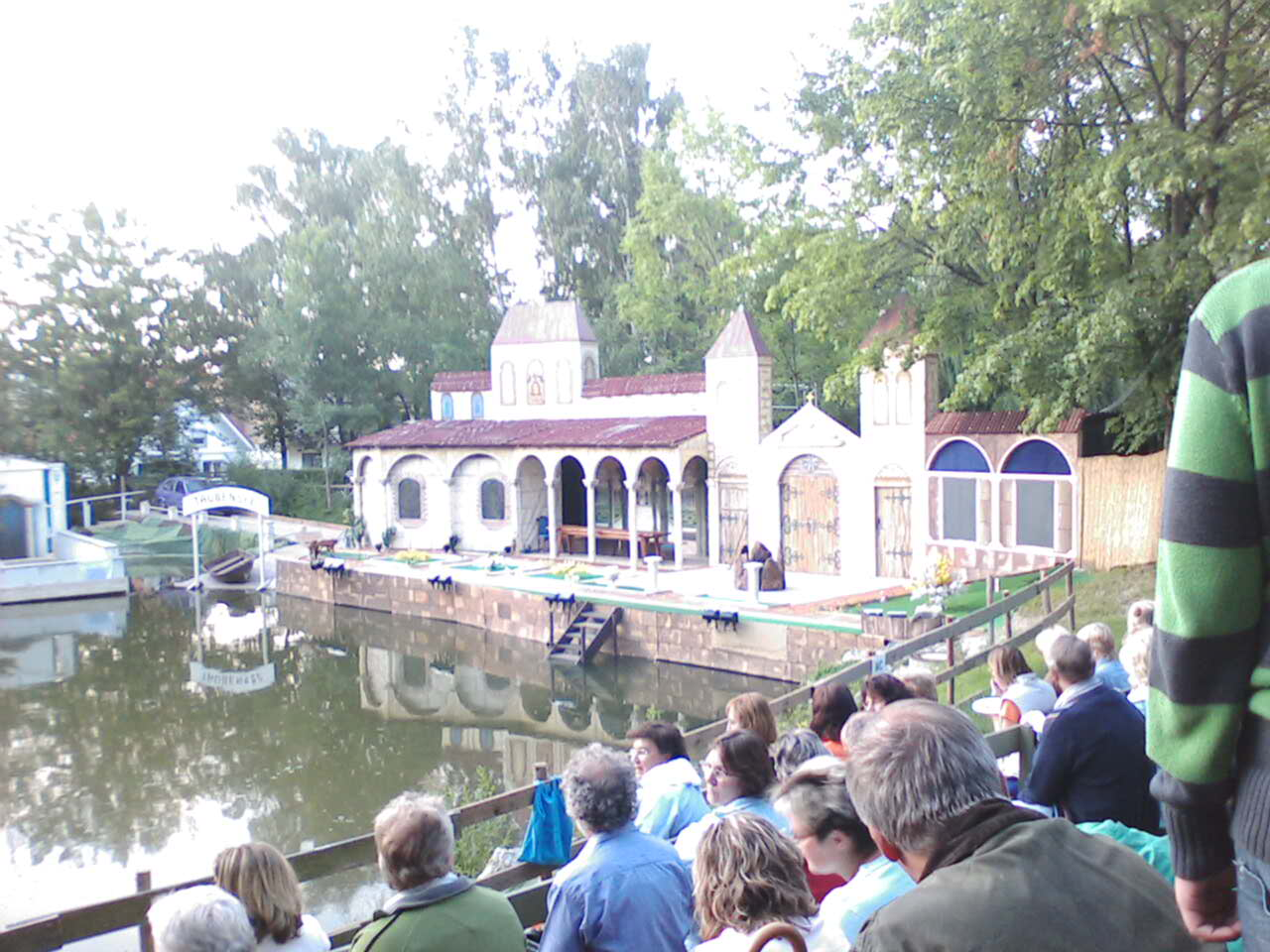
Weiherspiele Markt Schwaben 2007

Bei den Weiherspielen Markt Schwaben (anfänglich Weiherfestspiele) handelt es sich um eine seit 1984 – mit Ausnahme der Jahre 1992, 2017, 2020 und 2021 – jährlich im Sommer in Markt Schwaben (Landkreis Ebersberg) stattfindende Freiluft-Theaterveranstaltung. Gespielt wird auf mehreren Seebühnen, die auf dem Markt Schwabener Kirchweiher errichtet werden, mit Gesang- und Tanzeinlagen. Die Zuschauer sitzen auf Steinstufen und eigens errichteten Tribünen. Die Aufführungen bestechen vor allem durch die Kulissen und die sich im Weiher spiegelnde Beleuchtung.

## Spielzeiten
Die Aufführungen finden in der Regel in den Sommermonaten Juni, Juli und/oder August, Donnerstag bis Samstag ab 20 Uhr, bei Einbruch der Dämmerung statt. Nachholtermin für eine witterungsbedingt ausgefallene Vorstellung ist im Normalfall der darauffolgende Montag oder Dienstag.

## Geschichte

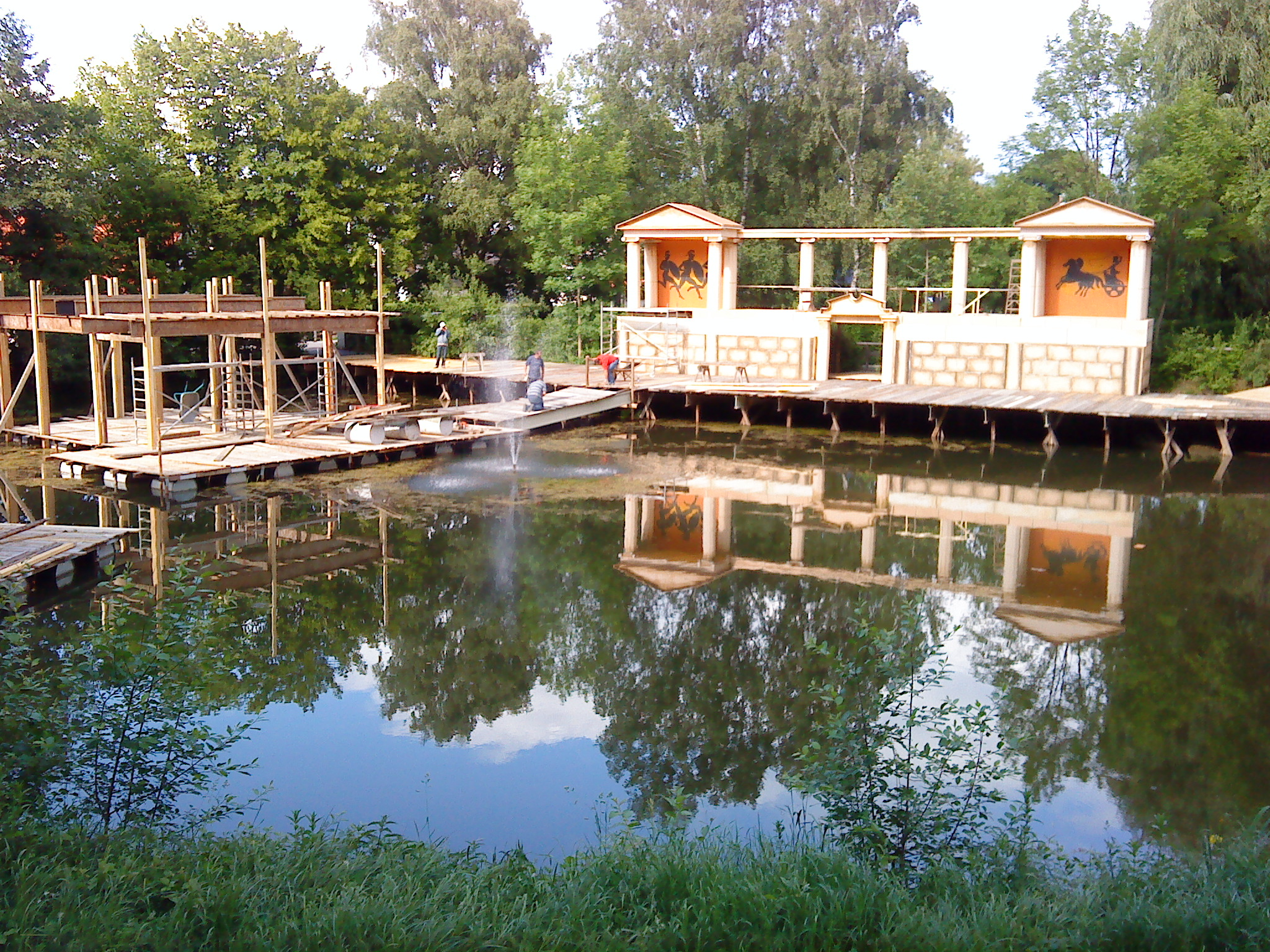
Aufbau der Bühnendekoration 2009

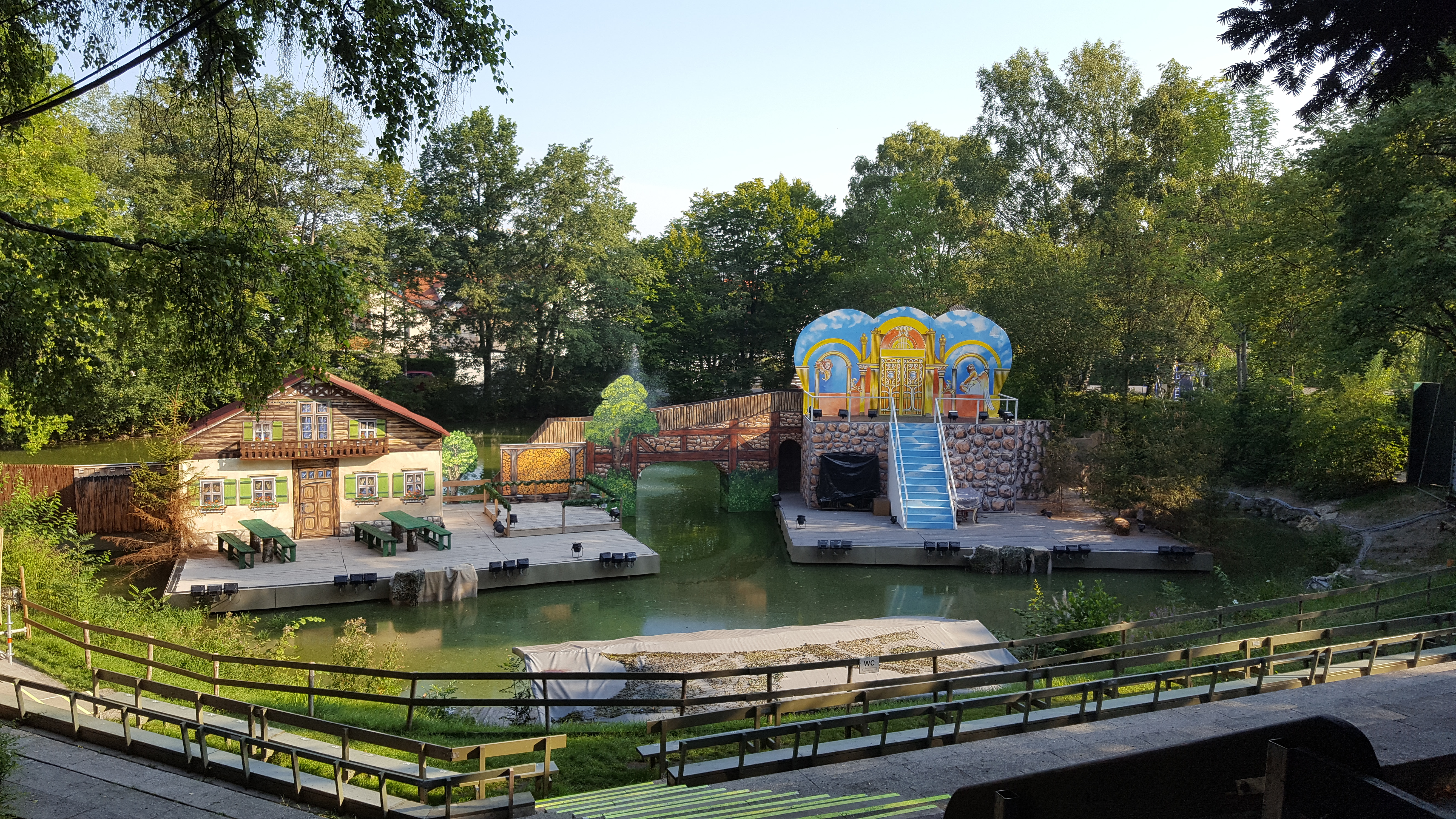
Die Bühne von 2018

1984 von Josef Schmid, Siegfried Schmidt, Laienschauspielern, Liedermachern und freiwilligen Helfern (beispielsweise für die Kulissenbauten) ins Leben gerufen, galten die Weiherspiele bis zum endgültig durchschlagenden Erfolgsstück Die Frösche im Sommer 1990 als Geheimtipp im Münchener Osten, wenn es um Freilichttheater ging. 1987 wurde der Theaterverein Markt Schwaben gegründet. Ab dem Spieljahr 1988 wurden durch die stetig, zum Teil sprunghaft wachsenden Besucherzahlen und das aufkommende Interesse der Medien (das Bayerische Fernsehen berichtete das erste Mal) die Kulissen und Kostüme immer aufwendiger und professioneller. Seit 1991 gibt es Kartenvorverkauf, nummerierte Plätze und zusätzliche Tribünen. 2007 wurden am westlichen Steilufer des Weihers zusätzliche Steinstufen aus Beton in den Hang eingelassen. In der Spitze konnten in einer Spielsaison 20.000 Zuschauer gezählt werden.
Als Urgesteine, Wegbegleiter und Förderer gelten Siegfried Schmidt, Hermann Bogenrieder, Elke Deuringer, Maurizio Cecchin, Gerhard Rackl und Ewald Stolze. Regisseur, Intendant und Autor war 31 Jahre lang der Markt Schwabener Josef Schmid. Für das Jahr 2016 übernahm Fritz Humpelmayr die Spielleitung. Nach diesem Jahr mit mäßigem Erfolg entschied man sich, 2017 keine Weiherspiele durchzuführen, um die Freilichtspiele konzeptionell neu auszurichten und Verantwortlichkeiten neu zu ordnen. Josef Schmid trat Anfang 2017 bei der Mitgliederversammlung des Theatervereins als Vorsitzender zurück. Als Nachfolger wurden Franz Stetter (1. Vorsitzender) und Ferdinand Maurer (2. Vorsitzender) gewählt. Maurer übernimmt seit 2018 die Spielleitung. 2020 und 2021 wurden die Weiherspiele wegen der COVID-19-Pandemie abgesagt. Bei den turnusgemäßen Neuwahlen im Herbst 2022 verzichtete Franz Stetter auf eine erneute Kandidatur zum 1. Vorsitzenden. Als sein Nachfolger wurde Michael Siegert gewählt.

## Die Theaterstücke
Bis zum Jahr 2016 schrieb der der Initiator der Weiherspiele, Josef Schmid, die aufgeführten Theaterstücke. Die Themen sind äußerst vielfältig, von historisch zu fantastisch über kriminologisch bis hin zu bayerisch, sittsamen Geschichten aus dem alltäglichen Leben.
1984 La Comedia Divina
1985 Goldrausch in Alaska
1986 Göttliche Komödie
1987 Casanova '87 - Santa Lucia
1988 Esperanza - Märchen einer Inselwelt (über 7.000 Besucher)
1989 Louisiana Traum (über 11.000 Besucher)
1990 Die Frösche (über 17.000 Besucher)
1991 Das kleine Teehaus
1992 – Spielpause –
1993 Teichopolis
1994 Der Geistersee (über 20.000 Besucher)
1995 Die Frösche
1996 Manaus
1997 Arktischer Sommer
1998 Brücken der Freiheit
1999 Primus Bavaricus
2000 Bermuda
2001 2001 Nacht
2002 Götter-Donner
2003 Mexiko 1863–1867
2004 Aquabella
2005 Bollywood
2006 Canale mortale
2007 Das Paradies ist überall
2008 Teichgeflüster
2009 Beim Zeus – Eine göttliche Komödie
2010 Schnee am Zuckerhut
2011 Wir sind König!
2012 Arche Noah – Die nächste Sintflut kommt bestimmt
2013 Loch Ness – eine ungeheuerliche Geschichte
2014 Die Glücksritter
2015 Little Vegas
2016 Planet XX – Und dennoch grüßt das Y
2017 – Spielpause –
2018 Der Brandner Kaspar und das ewig’ Leben
2019 Ein Sommernachtstrauma
2020 – Spielpause –
2021 – Spielpause –
2022 Das Wirtshaus im Eberwald
2023 Im Weißen Rössl - Singen verboten!
2024 Brandner Kaspar 2: Der Brandner kehrt zurück!

## Ausspruch
„Zwischen Salzburg und Bregenz liegt Markt Schwaben.“ Josef Schmid